# ليان كلير
ليان كلير (بالإنجليزية: Leanne Clare) هي قاضية أسترالية، ولدت في 1962.